# 金屬線星
金屬線星或Am星（英語：或）是一種在光譜類型上呈現化學性質特別的恆星，它們的光譜有著強烈和經常改變的金屬吸收譜線，像是鋅、鍶、鋯和鋇，但是缺乏其它的像是鈣和鈧。這些異常是由於一些元素被推向表面並異常的吸收了部分的光，而其它的則因為重力而下沉。這種效果是因為恆星具有低轉速的情況下才發生的。
通常，A-型恆星旋轉快速。許多金屬線星都是聯星的伴星，它們的轉速都是受到潮汐組尼而減緩的。
最著名的金屬線星是天狼星（大犬座α星），下面的表依照視星等的降幕列出了一些金屬線星。
| 名稱      | 拜耳或其他名稱 | 視星等 |
| --------- | -------------- | ------ |
| 天狼星A   | 大犬座αA星     | −1.47  |
| 北河二Ba  | 雙子座α Ba星   | 2.96   |
|           | 飛魚座α        | 4.00   |
| 柳宿增三A | 巨蟹座αA       | 4.26   |
| 天鈎六    | 仙王座ξ        | 4.29   |
|           | 圓規座θ1       | 4.30   |
|           | 大熊座2        | 5.46   |
|           | 天鶴座τ3       | 5.72   |
|           | 御夫座WW       | 5.82   |

## 註解和參考資料
1. 1 2  Darling, David. .   [2024-12-30].
2. 1 2  除非有奇他的說明，名稱和視星等摘自SIMBAD。
3. ↑  . www.astro.uiuc.edu.   [2024-12-30].
4. ↑  . 2012-06-30  [2024-12-30]. （原始内容存档于2012-06-30）.
5. ↑  WW Aurigae is a binary star both of whose components are Am stars.